# ロリアーノ
ロリアーノ（イタリア語: Rogliano）は、イタリア共和国カラブリア州コゼンツァ県にある、人口約5,800人の基礎自治体（コムーネ）。

## 地理

### 位置・広がり

#### 隣接コムーネ
隣接するコムーネは以下の通り。
- アプリリアーノ
- マルツィ
- パレンティ
- サント・ステーファノ・ディ・ロリアーノ

## 行政

### 分離集落
ロリアーノには、以下の分離集落（フラツィオーネ）がある。
- Acqua del Tiglio, Balzata, Cappuccini Vecchi, Manche, Melobuono, Poverella, Saliano